# Ignasi Forteza-Rey Forteza
Ignasi Forteza-Rey Forteza (Palma) fou un odontòleg mallorquí.
Va estudiar la carrera de medicina a Barcelona, llicenciant-se el 1901. Va obrir la seva consulta com a dentista l'any 1906, al lloc on es troba l'edifici modernista L'Àguila del carrer de les Monges de Palma. Va ser fundador i primer president del Col·legi de Dentistes de les Illes Balears (1930-1932). Va ser present en el Congrés Internacional d'Higiene i Demografia celebrat a Saragossa l'any 1925, on presentà una comunicació sobre la col·legiació obligatòria. El 1919 va entrar a formar part del Partit Liberal, amb Emili Darder, Jaume Comes i Francesc de Sales Aguiló. El 28 de maig de 1930 es va fundar el Centre Autonomista de Mallorca, del qual Ignasi Forteza Rey en va ser el president. Altres membres de la direcció eren Joan I.Valentí Marví, Josep Claverol Fenosa, Bartomeu Colom Ferrà, Faust Morell Gual, Antoni Rosselló Rosselló, Lluís Amorós Amorós, Baltasar Forteza, Joan Pons Marquès, Andreu Ferrer, Miquel Duràn Saurina, Gil Panadés i Damià Vidal Burdils. Va signar la Resposta als Catalans.